# Ville Gideon Sörman
Ville Gideon Sörman (30. maj 1989) er en svensk instruktør og forfatter.

## Filmografi
- Generationer (tv-serie) 2025
- Vores Sidste Sommer (2021)
- Selvhenter (2019)
- Stolte Som Få (2018)
- Nyforelsket (2017)
- Pussy (2014)
- Weekend (2011)
- What It Takes (2010)
- Get in Tune with Your Music (2010)